# Rudolf-Sophien-Stift

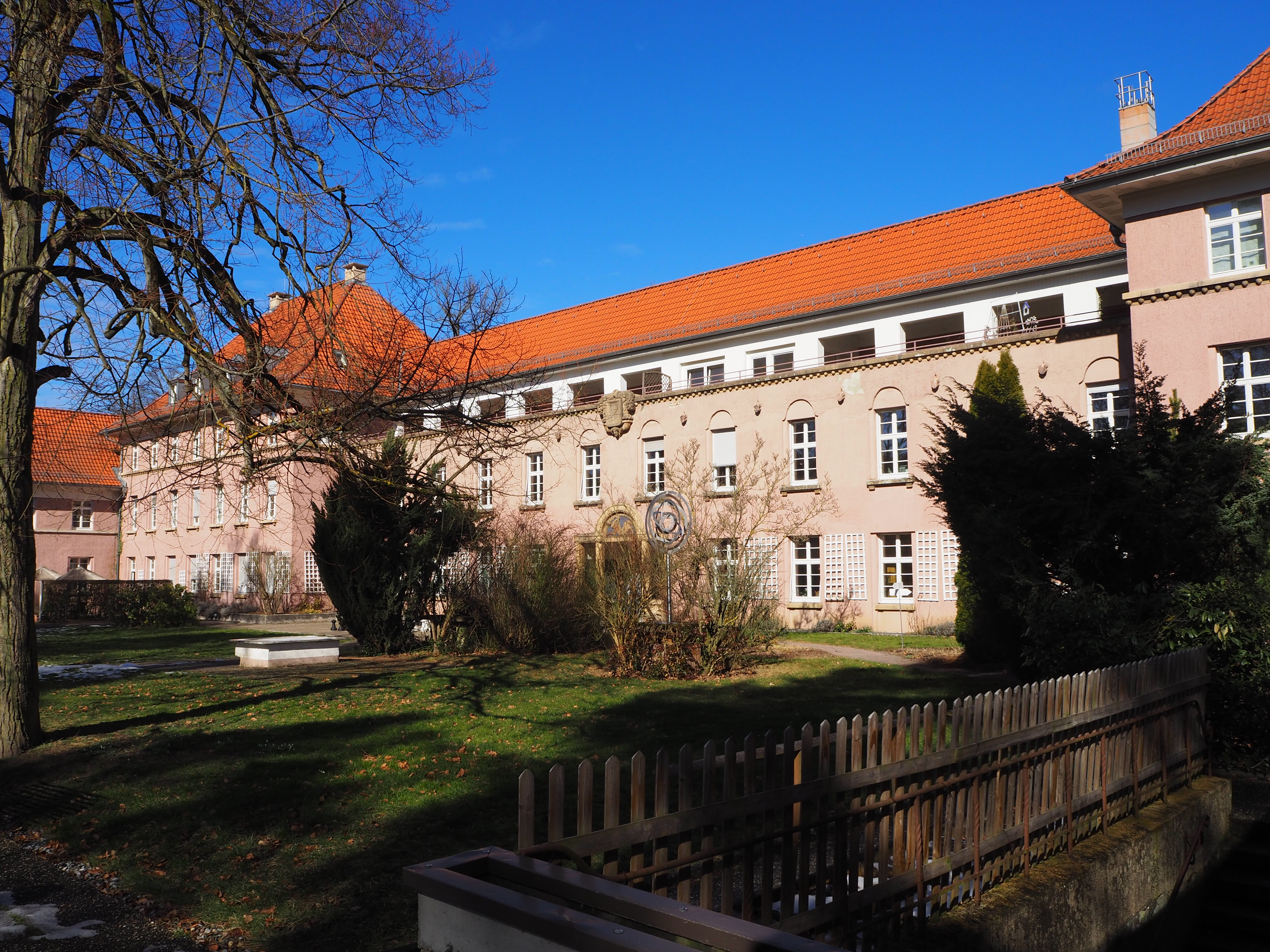
Rudolf-Sophien-Stift

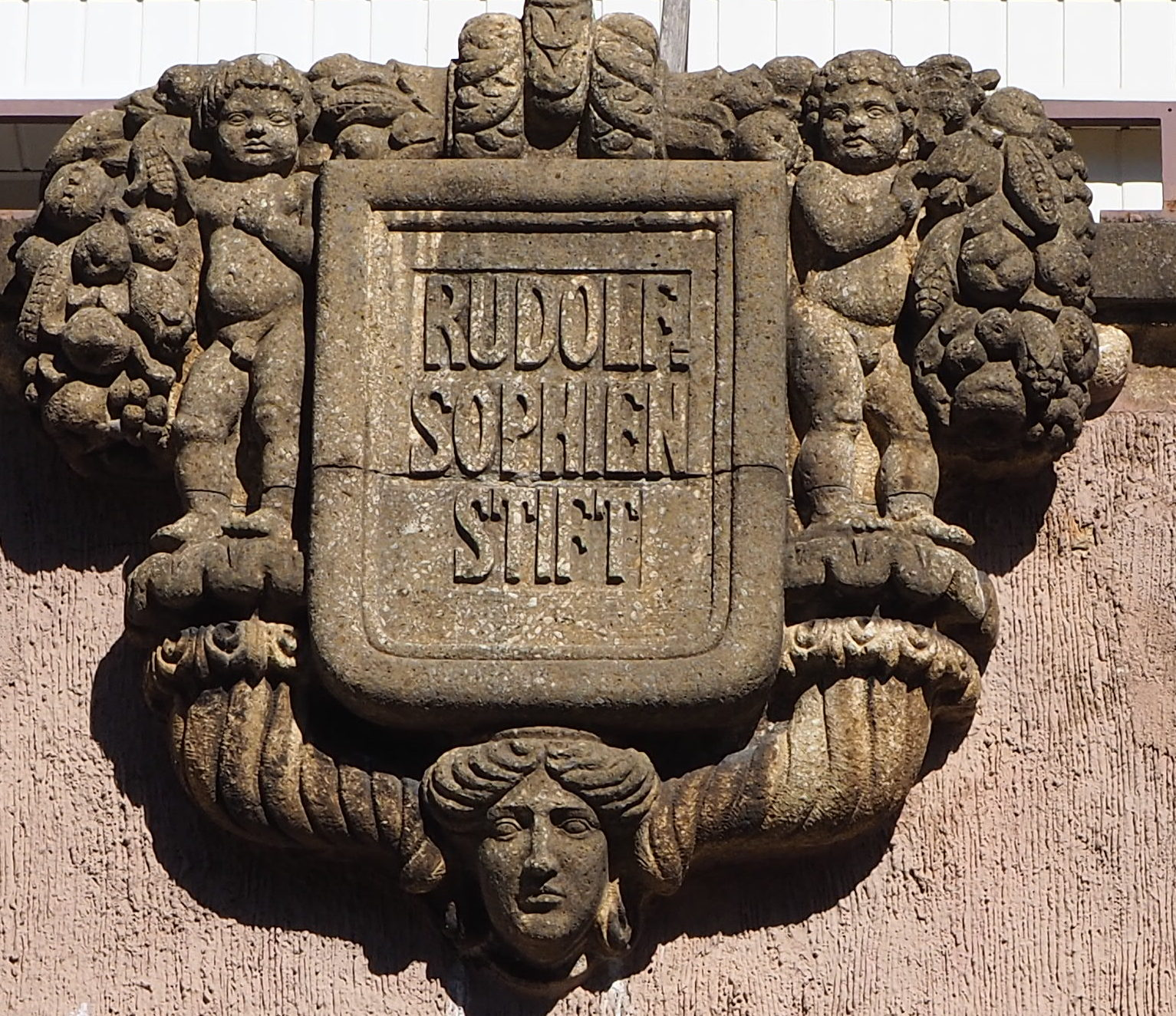
Inschrift-Kartusche am Rudolf-Sophien-Stift

Das Rudolf-Sophien-Stift ist eine Einrichtung zur medizinischen Behandlung, Rehabilitation und Betreuung von psychisch erkrankten Menschen in Stuttgart.

## Geschichte
Das Rudolf-Sophien-Stift entstand aus einer testamentarischen Stiftung des Stuttgarter Unternehmers Rudolf Knosp (1820–1897) und seiner Ehefrau Sophie Knosp geb. Schmid (1825–1905) in Höhe von zwei Millionen Mark, die zur Einrichtung eines Rekonvaleszenten-Sanatoriums verwendet werden sollte – d. h. eines Erholungsheims für Menschen, die nach überstandener Krankheit wieder zu Kräften kommen müssen. Knosp war ein erfolgreicher Farbenfabrikant und Mitbegründer der BASF. 
Der Bau im Heslacher Wald beim Haltepunkt Wildpark begann 1912, die Fertigstellung erfolgte im August 1914. Der Entwurf des Gebäude-Ensembles stammte von den Stuttgarter Architekten Rudolf Lempp und Hermann Riethmüller, die Baukosten betrugen samt Einrichtung 765.000 Mark. Das Haus bot Platz für 82 Patienten, die in Ein- und Zweibettzimmern untergebracht waren. Die Architektur lässt sich dem Reformstil zuordnen, zeigt im Bauschmuck aber auch Einflüsse des Jugendstils. Nach Beginn des Ersten Weltkriegs wurde das eben fertiggestellte Stift vom Militär als Lazarett beschlagnahmt. Erst am 14. Mai 1919 wurde es seiner eigentlichen Bestimmung übergeben.
Mit Beginn des Zweiten Weltkriegs zog eine Stabsdienststelle der Luftwaffe in einen Teil des Gebäudes ein. Bei Kriegsende wurden erst französische, dann für einige Monate US-amerikanische Besatzungssoldaten einquartiert. Schließlich wurde dort die Medizinische Klinik des zerstörten Bad Cannstatter Krankenhauses untergebracht, sie blieb bis 1970. Die Stadt verkaufte in jenem Jahr das Anwesen an die Stiftung für Bildung und Behindertenforschung von Robert Bosch jun. und Eva Madelung, die heutige Heidehof-Stiftung. 1973 wurde das Rehabilitationszentrum Rudolf-Sophien-Stift (RRSS) eröffnet, zunächst nur als Übergangswohnheim für psychiatrische Rehabilitanden.

## Leitlinien
Die Betreuung psychisch kranker Menschen galt noch bis in die Mitte der 1970er Jahre in der Bundesrepublik als rückständig, die Stuttgarter Einrichtung übernahm hier eine Vorreiterfunktion. Erst mit dem im September 1975 fertiggestellten Bericht über die Lage der Psychiatrie in der Bundesrepublik Deutschland – so die offizielle Bezeichnung der Psychiatrie-Enquete – wurden in der Behandlung psychisch Kranker neue Wege beschritten. Im Jahr 2006 übernahm die Evangelische Gesellschaft Stuttgart die Trägerschaft des Stifts.

## Belegung
In der psychiatrischen Klinik sind 26 Patienten untergebracht, die Abteilung für medizinisch-berufliche Rehabilitation verfügt über 27 stationäre und 17 ambulante Plätze. In einem angegliederten Wohnheim wohnen langfristig weitere 24 psychisch kranke Menschen. 16 Menschen sind in einer neu gebauten geschützten Unterkunft untergebracht. Darüber hinaus bietet das Stift im ganzen Stadtgebiet rund 500 Werkstattplätze für Menschen mit eingeschränkter Arbeitsfähigkeit sowie weitere 86 Wohnheimplätze. 

## Organisation
Finanziert wird die Einrichtung von den Krankenkassen, von der Rentenversicherung, der Agentur für Arbeit sowie der Stadt Stuttgart. Der Stift bildet eine gemeinnützige GmbH unter der Trägerschaft der Evangelischen Gesellschaft mit 366 hauptamtlichen Mitarbeitern. Jürgen Armbruster, studierter Sozialpädagoge, war von 2006 bis Juni 2023 Geschäftsführer. Im Juli 2023 übernahm Manuela Mayer aus Albstadt das Amt.

## Ehrung
Das Kooperationsprojekt „Inklusion braucht Raum“ des Rudolf-Sophien-Stifts (RRSS) mit der Gewerblichen Schule Im Hoppenlau wurde 2017 mit dem „exzellent“-Preis ausgezeichnet. Diesen Preis verleiht die Bundesarbeitsgemeinschaft Werkstätten für behinderte Menschen (BAG WfbM).